# 오타 (네우스트리아)
오타(?~899/903)은 프랑크 왕국의 귀족이자 카롤링거 왕조 동프랑크의 왕비, 서로마 제국의 황후이다.
프랑코니아의 강력한 귀족으로 라인가우 백작 게브하르트의 넷째 아들 네우스트리아 변경백 베렝가리우스의  딸이다. 또한 프랑코니아 백작 콘라트는 그의 사촌이었고, 콘라트는 다시 황제 아르눌프의 서녀 글리스무트와 혼인하였다.
아르눌프의 정비였는데 그의 유일한 적자  유아 루트비히를 낳았다. 한때 899년 그녀가 간통하였다는 혐의를 받고 종교법정에 소환되자 황제 아르눌프는 그녀를 지지하였다.
899년에 사망했다는 설과 903년에 사망했다는 설이 있다.